# Obeidia neglecta
Obeidia neglecta är en fjärilsart som beskrevs av Thierry-mieg 1899. Obeidia neglecta ingår i släktet Obeidia och familjen mätare. Inga underarter finns listade i Catalogue of Life.